# 圣茹安苏沙蒂永
圣茹安苏沙蒂永（法語：Saint-Jouin-sous-Châtillon，法語發音：[sɛ̃ ʒwɛ̃ su ʃatijɔ̃]，意为“沙蒂永下方的圣茹安”）是法国德塞夫勒省的一个旧市镇，属于布雷叙尔区。1965年2月15日，圣茹安苏沙蒂永与市镇塞夫尔河畔沙蒂永（Châtillon-sur-Sèvre）合并为市镇莫莱翁。

## 地理
圣茹安苏沙蒂永（46°55'24.96"N, 0°44'54.00"W）位于法国新阿基坦大区德塞夫勒省，该省份为法国西部内陆省份，北起曼恩-卢瓦尔省，西接旺代省，南至夏朗德省和滨海夏朗德省，东临维埃纳省。
圣茹安苏沙蒂永的时区为UTC+01:00、UTC+02:00（夏令时）。

## 行政
圣茹安苏沙蒂永的邮政编码为79700，INSEE市镇编码为79262。

## 人口
圣茹安苏沙蒂永于1962年时的人口数量为1175人。